# Michel Serres
Michel Serres (Agen, 1º settembre 1930 – Vincennes, 1º giugno 2019) è stato un filosofo e scrittore francese.

## Biografia
Figlio di un conduttore di chiatte, Michel Serres entrò nell'École navale nel 1949 e nella École normale supérieure nel 1952. Dopo gli studi di filosofia consegue l'agrégation de philosophie. Trascorse i successivi anni come ufficiale di marina, prima di ricevere il suo dottorato nel 1968 e cominciare a insegnare a Parigi.
Da bambino, Serres fu testimone di prima mano della violenza e della devastazione della guerra: "Vidi il mio primo cadavere a sei anni", raccontò a Bruno Latour. Ha studiato la matematica e la scienza all'ombra dei bombardamenti atomici di Hiroshima e Nagasaki. Queste esperienze formative, lo portarono a rifuggire coerentemente da un tipo di produzione scientifica basata sui modelli della guerra, del sospetto, e della critica.
Nel corso dei successivi venti anni, Serres si guadagnò una reputazione come rigoroso docente di linguistica e come l'autore di scritti dalla prosa incredibilmente bella e enigmatica, così dipendenti da quella sonorità della lingua francese, che è praticamente intraducibile.
Nel 1990, Serres è stato nominato all'Académie française, in segno della sua posizione, uno dei più importanti intellettuali della Francia. Nel mondo anglosassone, Serres è forse più conosciuto per il suo insegnamento presso la Stanford University e per la sua influenza verso alcuni giovani intellettuali come Bruno Latour e Steven Connor.

## Pensiero
Sviluppò i suoi soggetti partendo da diverse fonti, come il passaggio a nord-ovest, dal concetto di parassita, o dall'esplosione dello Space Shuttle Challenger. Serres, più in generale, è interessato allo sviluppo di una filosofia della scienza che non si basi su un metalinguaggio in cui una sola disciplina della scienza sia privilegiata e definita. Per fare questo si basa sul concetto di scambio e di incrocio tra le discipline, piuttosto che sull'insediamento di una come dominante. Per questo motivo Serres ha invocato la figura di Hermes (nelle sue opere precedenti) e degli angeli (in più recenti studi), come messaggeri che si spostano avanti e indietro tra i domini.
Serres è un sostenitore del libero accesso alla conoscenza, in particolare di Wikipedia.

## Filosofia di Michel Serres
Nonostante sia possibile cogliere molteplici affinità tra la filosofia di Michel Serres e alcune tematiche fondanti, tipiche del post-umano, egli non si è mai dichiarato apertamente post-umanista. Le caratteristiche del suo pensiero infatti, tra cui la mancata adesione a qualsiasi tipo di scuola filosofica, lo caratterizzano come un pensatore "no logo", ovvero un pensatore che non può essere imbrigliato in alcuna formazione filosofica specifica. I suoi interessi, infatti, sono di carattere trans e post disciplinare e non permettono di inquadrare la sua figura come aderente ad alcuna determinata scuola di pensiero. In ogni caso, la filosofia di Serres è caratterizzata da alcune grandi tematiche, che sono utili a dare delle coordinate alla filosofia del post- umano e a riempire di contenuti la relativa riflessione sul post- umano, ancora in costruzione.
La filosofia di Michel Serres infatti è segnata da un carattere anticipatorio rispetto ad alcune tematiche tipiche della nostra era dell'antropocene, tra cui, la tematica ecologista, il recupero degli oggetti, la critica al pensiero marxista e la tematica del corpo come discrimine con la corrente di pensiero dell'umanesimo.
Il pensiero e la formazione di Serres sono in continuo scambio, interrelazione, ibridazione e relazionalità dialogica con le tematiche post-umaniste, e una delle sue ultime riflessioni, come quella sull' ominescenza, rendono il pensiero di Serres totalmente affine alle riflessioni sull'uomo del post-umano.

### Caratteristiche principali
Date le peculiarità del pensiero di Michel Serres risulta difficile inquadrarlo in determinate correnti.
Il suo infatti risulta essere al tempo stesso un pensiero "no logo", letteralmente senza luogo, aspetto questo che rende impossibile collocarlo in delimitate categorie filosofiche di pensiero e ipertestuale, ovvero, caratterizzato da un andamento fatto di passaggi e di diramazioni costanti, di carattere reticolare e non lineare, che rendono strettamente correlati e interrelati tutti i nodi di una stessa riflessione.
Un'altra caratteristica del pensiero serresiano è il suo carattere trans e post-disciplinare, che permette di partire da competenze specialistiche in alcuni ambiti disciplinari ma di non fermarsi all'approfondimento di un solo determinato studio, bensì spingere a trovare una sintesi, una trasversalità tra le varie discipline.
Lo stesso Michel Serres si è auto definito uno "specialista generalista", ovvero un autore che non disprezza lo specialismo disciplinare ma che nello stesso ricerca un "generalismo", dei punti chiave, dei passaggi, delle interferenze tra i diversi contesti delle discipline canoniche.
La concezione di una costante unione tra studi di carattere tematicamente differente, quali le scienze umane (storia, letteratura, psicologia, ecc.) e le scienze dure (biologia, fisica, matematica, geometria, ecc.), nella filosofia serresiana assume metaforicamente il nome di passaggio a nord-ovest, un passaggio difficilmente trovato e realizzato tra contesti che la tradizione classica indicava come separati.
Il tentativo di superare le dicotomie e i dualismi e concepire l'insieme nella sua complessità, senza trascurare il particolare è un'ulteriore affinità con le tematiche del post-umano.
Esiste infatti nella concezione filosofica di Serres la consapevolezza che l'umanità intera all'inizio degli anni cinquanta e sessanta stia vivendo in un mondo nuovo e che si stia affacciando al mondo un uomo nuovo, che vada ripensato con una serie di nuovi strumenti concettuali, elaborati per l'occasione. Sono dunque necessarie per Serres, una nuova istruzione e una nuova formazione in vista della nuova era che si prospetta.

### Il procedimento filosofico: tra metodo ed esodo
Secondo Michel Serres, il pensiero filosofico possiede un ruolo di anticipazione del futuro, tanto che esiste una corrispondenza esatta tra i due termini, "pensare" e "anticipare". Pensare corrisponde a gettare le basi per un futuro nuovo e per dare contenuti a questa riflessione è necessario:
1) Cogliere la novità, ovvero prendere coscienza di un cambiamento oggettivo della condizione umana e del presente dell'umanità (del crollo della famiglia patriarcale, dell'industrializzazione estrema, del crollo dell'agricoltura, della laicizzazione, ecc.);
2) Tematizzare il cambiamento, costruendo se necessario strumenti nuovi per modificare l'avvenire;
3) Declinare la tematizzazione, dunque pensare e costruire un futuro per l'umanità e per tutto il mondo esistente, dato che l'uomo è intervallato con natura, tecnologia e animali, oltre che con altri uomini.
La concezione universale e cosmista di Serres rimette dunque al centro, come oggetto della riflessione filosofica la totalità del mondo, considerandola come una inter-implicazione tra singolare e generale. Secondo tale concezione, arrivare all'universale è possibile soltanto rispettando il particolare.
La modalità di avanzamento del pensiero di Serres è dunque di tipo procedurale.
Un pensiero che va a piccoli passi, evitando una sintesi di tipo dialettico, ma procedendo gradualmente, prestando attenzione ai singoli passaggi.
Il pensiero si lascia trascinare nell'esplorazione dei differenti sentieri, nelle deviazioni. Non c'è un'idea fondativa, determinante di metodo, alla maniera di Cartesio o della scienza classica, bensì è un procedimento di correlazione continua e rinnovata tra:
- metodo
- esodo.
La concezione filosofica di Serres unisce l'idea generale di un percorso, necessaria per poter tenere di vista l'obiettivo principale, con un percorso secondario che non trascura i vari aspetti del cammino, si lascia andare all'esodo, devia dalla linea principale per porre attenzione ai singoli aspetti della realtà, dato che tutto ha la dignità di essere conosciuto.
L'universale nasce dalla messa in tensione delle singolarità, che permette di ricostruire la realtà stessa, come molteplicità.
Serres non adotta un atteggiamento monista (basato sulla concezione di un fondamento unico che spieghi la realtà), né un atteggiamento dualista (basato sulla concezione che esista una contrapposizione dialettica tra due principi che costituiscono la realtà), né tanto meno un atteggiamento pluralista (basato sulla concezione di una serie di principi che costituiscono la realtà), bensì concepisce la realtà come pluristratificata, ovvero come una molteplicità che si costruisce mediante la sovrapposizione di più strati, che interagiscono tra loro. Inoltre egli non concepisce una temporalità lineare, bensì una percolazione temporale, non concepisce una razionalità lineare che compie un cammino causale, di causa effetto, bensì un pensiero che devia dai propri tracciati, per poi tornare nella linea principale.
Secondo tale prospettiva dunque non è possibile parlare della realtà né come di un puro disordine caotico, né come di un ordine che non lascia spazio a "sacche" di caos.
Esiste una strada, come indirizzo verso la quale muoversi ma non è possibile trascurare le deviazioni.
La deviazione, la randonné, la biforcazione è un momento di novità, di abbandono della via conosciuta in una prospettiva di apertura all'ignoto.
Secondo Serres l'invenzione avviene proprio quando l'uomo devia dal tracciato, uscendo da un meccanismo di ripetizione e di riproduzione dell'identico, per aprirsi al diverso, al nuovo.
Significativa in Serres dunque l'uscita dall'equilibrio, dalla staticità. Il puro equilibrio è paragonato alla stasi, all'immobilismo.
Nella concezione serresiana della realtà avviene un superamento della dicotomia stessa tra quiete, come staticità e movimento come trasformazione e tale superamento è identificato dall'adozione della parola metastaticità, identificata come quiete e movimento nella quiete al tempo stesso.
La metastaticità rappresenta la condizione della realtà stessa. L'ordine è per Michel Serres è una pura contingenza e comunque non è lo stato normale delle cose.
Il superamento delle dicotomie come quiete e movimento, ordine e disordine, caos e necessità, e l'adozione di una particolare serie di nozioni che vengono dagli apporti delle nuove scienze contemporanee, rappresentano un'ulteriore somiglianza con le tematiche del post-umano.
Le nuove discipline scientifiche contemporanee a Michel Serres, le scienze del complesso (tra cui etologia, paleoantropologia, etologia cognitiva, ecc.) infatti si basano sull'idea di strutture dialogiche che costituiscono la realtà e sul superamento di un modello causale e sostanzialistico di scienza, fondato sulla necessità e sul determinismo.
Fenomeni che secondo la scienza classica sono elementi di disturbo, aspetti non scientifici e che non hanno dignità di esserne elementi costitutivi, come ad esempio l'imprevedibilità, il caos, l'irreversibilità, sono elementi fondanti nella concezione filosofica di Serres, come nelle scienze del complesso.

### La rilettura dei grandi classici
Seguendo la concezione filosofica di un passaggio a nord-ovest e dunque di un possibile collegamento tra scienze dure (biologia, chimica, fisica) e scienze umane (letteratura, filosofia, psicologia, ecc.), nel corso della sua vita e della sua carriera filosofica, Serres ha intrapreso un'opera di rilettura di classici di tradizione letteraria, applicando però una chiave interpretativa nuova, di carattere scientifico.
Tra i testi riletti sono presenti:
-Alcuni scritti di Leibniz
- Alcune opere di Verne e Zola
- Il De rerum natura di Lucrezio.

#### La rilettura del De rerum natura
Le riflessioni sullo studio che Serres fa di Lucrezio, sono contenute all'interno di un'opera del 1980, dal titolo Lucrezio e l'origine della fisica.
All’interno di questo testo Serres spiega nel dettaglio come Lucrezio abbia costruito un pensiero fisico, fondato matematicamente sulle teorie di Archimede, con una base fisica atomista, che risale al pensiero democriteo.
La rilettura in chiave scientifica di Serres del De rerum natura, porta il filosofo a individuare alcune affinità tra i contenuti del testo lucreziano e le nuove elaborazioni scientifiche contemporanee, relative alla meccanica dei fluidi e ai temi dell’entropia e neghentropia della termodinamica, sviluppata da Ilya Prigogine nel 1900.
Il perno del pensiero lucreziano, basato sulla teoria filosofica dell'atomismo democriteo ed epicureo, è l'idea del clinamen, ovvero la deviazione della caduta degli atomi dalla linea retta sulla quale scendono. Secondo Democrito, Epicuro e Lucrezio gli atomi si muovono nello spazio vuoto in linea retta ma a un certo punto per ragioni che non si possono prevedere e accertare, cominciano a deviare e si scontrano, si aggregano, dando così origine a mondi nuovi e a nuove forme di vita.
Caratteristiche fondamentali della deviazione della caduta degli atomi sono dunque imprevedibilità e casualità.
Nel riferimento a questo fenomeno Michel Serres legge un'anticipazione della neghentropia, spiegata in relazione alle leggi della termodinamica contemporanea, in particolare alla seconda.
Mentre il 1º principio della termodinamica corrisponde al principio di conservazione dell’energia, indicato attraverso l’espressione che recita: “Nulla si crea e nulla si distrugge”, il secondo principio invece definisce il procedimento neghentropico in relazione all’entropia, ovvero la dispersione dei fenomeni legati al calore, la cui consunzione rende i fenomeni stessi irreversibili e del tutto impossibili da ricreare in determinate condizioni.
La neghentropia è una sorta di momento di resistenza parziale, imprevedibile e indeterminabile, nelle sue cause e nel suo verificarsi a questo movimento di consunzione del calore, una sacca di resistenza ai processi di degradazione, consumazione e dispersione dell'energia. È un'interruzione dunque, così come per la deviazione delle particelle atomiche dal loro procedere lineare, da un processo irreversibile e oramai determinato.
In alcuni casi, così come nel caso del clinamen e dello scontro tra atomi, questi particolari momenti di deviazione poi, possono rivelarsi vitali, tanto che la vita stessa può essere interpretata, secondo il filosofo, come una sorta di neghentropia, una resistenza casuale alla morte, ovvero ai processi di deperimento del corpo stesso.
Nelle caratteristiche principali di imprevedibilità e casualità, dell'idea originale di Lucrezio di clinamen, Serres legge dunque un'anticipazione, un possibile riferimento stretto proprio all' indeterminabilità del fenomeno neghentropico delle teorie forti, espresse della scienza moderna e contemporanea. È una reinterpretazione in chiave del tutto non convenzionale di un testo che tradizionalmente risultava essere di tipo poetico o filosofico.
Il tema del clinamen lucreziano è molto ricorrente in tutta la produzione filosofica serresiana ed assume forme e nominazioni differenti, come "esodo", "disordine" o "caos", sempre però con un’accezione positiva.
Un esempio rappresentativo del clinamen lucreziano in Serres è la figura del Mancino zoppo il quale può sembrare possedere una sorta di disagio ma che in realtà ha la possibilità di aprirsi a nuovi momenti, a nuovi mondi e alla novità.

## Opere
- Le Système de Leibniz et ses modèles mathématiques, 2 voll., PUF, Paris 1968
- Hermès I. La communication, Minuit, Paris 1969
- Hermès II. L'interférence, Minuit, Paris 1972
- Hermès III. La traduction, Minuit, Paris 1974
- Jouvences. Sur Jules Verne, Minuit, Paris 1974; trad. Jules Verne, Sellerio, Palermo 1979
- Auguste Comte. Leçons de philosophie positive, vol. I, Hermann, Paris 1975
- Feux et signaux de brume. Zola, Grasset, Paris 1975
- Esthétiques. Sur Carpaccio, Hermann, Paris 1975; trad. Carpaccio. Studi, Hopefulmonster, Firenze 1990
- Hermès IV. La distribution, Minuit, Paris 1977
- La Naissance de la physique dans le texte de Lucrèce. Fleuves et turbulences, Minuit, Paris 1977; trad. Lucrezio e l'origine della fisica, Sellerio, Palermo 1980, 2000
- Hermès V. Le passage du Nord-Ouest, Minuit, Paris 1980; trad. Passaggio a nord-ovest, introduzione di Mario Porro, Pratiche, Parma 1984
- Le Parasite, Grasset, Paris 1980, trad. Il Parassita, introduzione di Gaspare Polizzi, Mimesis, Milano-Udine 2022
- Genèse, Grasset, Paris 1982; trad. Genesi, Il melangolo, Genova 1988
- Détachement, Flammarion, Paris 1983; trad. Distacco. Apologo, Sellerio, Palermo 1988
- Rome. Le livre des fondations, Grasset, Paris 1983; trad. Roma. Il libro delle fondazioni, a cura di Roberto Berardi, Hopefulmonster, Firenze 1991, nuova trad. Mimesis, Milano-Udine 2021
- Les Cinq Sens, Grasset, Paris 1985 (Prix Médicis)
- L'Hermaphrodite. Sarrasine sculpteur, Flammarion, Paris 1987; trad. L'ermafrodito. Sarrasine scultore, con il racconto Sarrasine, di Balzac, Bollati Boringhieri, Torino 1989
- Statues, François Bourin, Paris 1987
- Éléments d'histoire des sciences (in collaborazione), Bordas, Paris 1989
- Le Contrat naturel, François Bourin, Paris 1990 (Prix Blaise Pascal); trad. Il contratto naturale, Feltrinelli, Milano 1991
- Le Tiers-Instruit, François Bourin, Paris 1991; trad. Il mantello di Arlecchino, Marsilio, Venezia 1992
- Éclaircissements, François Bourin, Paris 1992; trad. Chiarimenti. Cinque conversazioni con Bruno Latour, a cura di Mario Castellana, Barbieri, Manduria 2001
- Les Origines de la géométrie, Flammarion, Paris 1993; trad. Le origini della geometria, Feltrinelli, Milano 1994
- La Légende des Anges, Flammarion, Paris 1993
- Atlas, Julliard, Paris 1994
- Éloge de la philosophie en langue française, Fayard, Paris 1995
- Nouvelles du monde, Flammarion, Paris 1997)
- Le Trésor. Dictionnaire des sciences (in coll.), Flammarion, Paris 1997
- À visage différent (in coll.), Hermann, Paris 1997
- Paysages des sciences, Le Pommier, Paris 1998
- Variations sur le corps, Le Pommier, Paris 1999
- Hergé mon ami, Éd. Moulinsart, Paris 2000; trad. Hergé mon ami, Portatori d'acqua, Pesaro 2017.
- Le Livre de la médecine (in coll.), Le Pommier, Paris 2001
- Hominescence, Le Pommier, Paris 2001
- En amour, sommes-nous des bêtes?, Le Pommier, Paris 2002; trad. In amore siamo delle bestie?, Barbera, Siena 2005
- Jules Verne: la science, Le Pommier, Paris 2002
- L'Homme contemporain, Le Pommier, Paris 2002
- L'Incandescent, Le Pommier, Paris 2003; trad. L'Incandescente. Il Grande Racconto della Terra, della Vita, dell'Uomo, Mimesis, Milano-Udine 2025
- Qu'est-ce que l'humain ? (in coll.), Le Pommier, Paris 2003
- Rameaux, Le Pommier, Paris 2004
- Récits d'Humanisme, Le Pommier, Paris 2006
- L'Art des ponts, Le Pommier, Paris 2006
- Petites chroniques du dimanche soir, Le Pommier, Paris 2006
- L'Art des ponts : homo pontifex, Le Pommier, Paris 2006
- Le Tragique et la Pitié. Discours de réception de René Girard à l'Académie française et réponse de Michel Serres, Le Pommier, Paris 2007
- Petites chroniques du dimanche soir 2, Le Pommier, Paris 2007
- Carpaccio, les esclaves libérés, Le Pommier, Paris 2007
- Le Mal propre : polluer pour s'approprier ?, Le Pommier, Paris 2008;
  - trad. it. di Emanuele Schiano di Pepe, Il mal sano. Contaminiamo per possedere?, il melangolo, Genova 2009.
- La Guerre mondiale, Le Pommier, Paris 2008
- Écrivains, savants et philosophes font le tour du monde, Le Pommier, Paris 2009
- Temps des crises, Le Pommier, Paris 2009; trad. Tempo di crisi, Bollati Boringhieri, Torino 2010
- Van Cleef et Arpels, Le Temps poétique, avec Franco Cologni et Jean-Claude Sabrier, Cercle d'Art, Paris 2009
- Petites chroniques du dimanche soir 3, Le Pommier, Paris 2009
- Biogée, Éditions-dialogues.fr/Le Pommier, Brest/Paris 2010; Biogea. Il racconto della terra, Postfazione di Francesco Bellusci, traduzioni: Maurizio Costantino e Rossana Lista, Asterios, Trieste, 2016
- Habiter, Le Pommier, Paris 2011
- Musique, Le Pommier, Paris 2011
- Quoi de neuf chez les cathos?, Elytis, Paris 2012 (con Claude Dagens), trad. La ricerca delle parole. Corpo, scrittura e messaggio evangelico, EDB, Bologna 2014
- Petite Poucette, Le Pommier, Paris 2012; trad. Non è un mondo per vecchi. Perché i ragazzi rivoluzionano il sapere, Bollati Boringhieri, Torino 2013
- Andromaque, veuve noire, L'Herne, Paris 2012
- Jules Verne aujourd'hui. Conversations avec Jean-Paul Dekiss Le Pommier, Paris 2013

## Opere su di lui
- Gaspare Polizzi, Michel Serres. Per una filosofia dei corpi miscelati, Liguori Ed., Napoli 1990
- Orsola Rignani, Pagine di paesaggi. Su Michel Serres "paesaggista", Mattioli 1885, Parma 2009
- Michel Serres, a cura di François L'Yvonnet e Christiane Frémont, "Cahiers de l'Herne", 2010
- Francesco Bellusci, Mundus non est fabula. La filosofia di Michel Serres, Asterios, Trieste 2012
- Orsola Rignani, Umano? Una domanda per Italo Calvino e Michel Serres, Mattioli 1885, Parma 2012
- Michel Serres, a cura di Mario Porro e Gaspare Polizzi, numero monografico di "Riga", n. 35, 2014
- Orsola Rignani, E-mergenze "post-umaniste" del corpo. Una prova di analisi "orizzontale" via Michel Serres, Mimesis, Milano 2016
- Orsola Rignani, Metafore del corpo postumanista: Michel Serres, Mimesis, Milano 2018